# 박주현 (1996년)
박주현(朴株炫, 1996년 6월 19일 ~ )은 전 KBO 리그 키움 히어로즈의 투수이다.

## 넥센 히어로즈&키움 히어로즈시절
2015년에 입단하였다. 2016년 조상우의 갑작스런 공백으로 인해 선발진에 합류했다. 2016년 4월 3일 롯데전에서 데뷔 첫 경기를 치렀고, 5이닝 무실점으로 인상적인 피칭을 선보였지만 승리 투수는 되지 못했다. 2016년 4월 22일 LG전에서 7이닝 무실점으로 QS+를 기록하며 데뷔 첫 승리 투수가 됐다. 2023년 10월에 방출됐다.

## 별명
- 체격이 류현진을 연상케 해 '리틀 류현진'이라고 불린다.
- 팬들에게 사인을 해 주고 빠르게 사라져 '연쇄사인마'라고 불린다.

## 출신 학교
- 서울강남초등학교
- 덕수중학교
- 장충고등학교

## 통산 기록
| 연도 | 팀명  | 평균자책점 | 경기 | 완투 | 완봉 | 승 | 패 | 세 | 홀 | 승률  | 타자 | 이닝  | 피안타 | 피홈런 | 볼넷 | 사구 | 탈삼진 | 실점 | 자책점 |
| ---- | ----- | ---------- | ---- | ---- | ---- | -- | -- | -- | -- | ----- | ---- | ----- | ------ | ------ | ---- | ---- | ------ | ---- | ------ |
| 2016 | 넥센  | 6.35       | 30   | 0    | 0    | 7  | 5  | 0  | 0  | 0.583 | 538  | 119   | 153    | 19     | 37   | 8    | 71     | 89   | 84     |
| 2017 | 넥센  | 34.71      | 2    | 0    | 0    | 0  | 0  | 0  | 0  | -     | 19   | 2.1   | 9      | 1      | 3    | 0    | 0      | 9    | 9      |
| 통산 | 2시즌 | 6.90       | 32   | 0    | 0    | 7  | 5  | 0  | 0  | 0.583 | 557  | 121.1 | 162    | 20     | 40   | 8    | 71     | 98   | 93     |